# ТЕС Балкіпапанського НПЗ
ТЕС Балкіпапанського НПЗ – теплова електростанція на сході індонезійського острова Калімантан, яка споруджується в межах модернізації нафтопереробного заводу у Балікпапані. 
У першій половині 20 століття Балікпапан став важливим центром нафтовидобувної промисловості, при цьому тут же почався розвиток нафтопереробного майданчику. В кінці 2010-х стартував проект великої модернізації НПЗ, яка має збільшити його потужність з 260 до 360 тисяч барелів на добу та підвищити якість продукції. В межах цього ж проекту вирішили докорінно змінити енергетичне господарство шляхом доповнення комплексу НПЗ теплоелектроцентраллю потужністю 290 МВт (при цьому за умов нормальної роботи потрібна нафтопереробному заводу потужність становитиме 230 МВт). ТЕЦ повинна мати 5 парових турбін по 30 МВт та 4 газові турбіни з показниками по 35 МВт. Останні живитимуть котли-утилізатори, які вироблятимуть необхідну для технологічного процесу пару. 
В середині 2021 року повідомили, що на майданчик заводу вже доставили 5 парових турбін.
Також варто відзначити, що в 2023 році планується спорудити газопровід Сеніпах – Балікпапан, який доправлятиме ресурс з комплексу Сеніпах, що працює з продукцією родовищ Печіко, Бекапай, Джангкрік, Меракес, Рубі, Махакам-Південь. Використання блакитного палива дозволить скоротити витрати НПЗ та збільшити вихід товарних нафтопродуктів.